# Jerzy Wisłocki

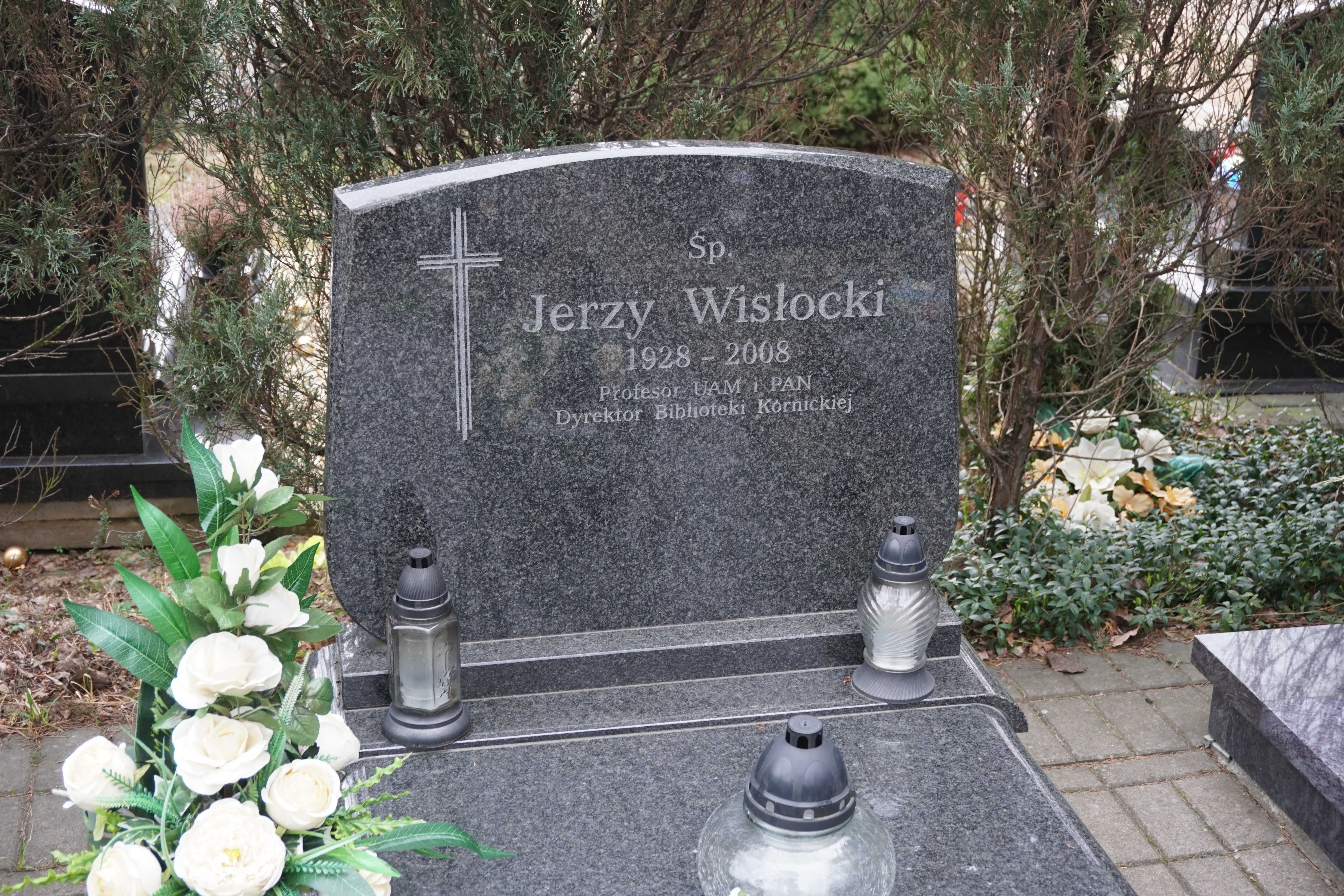
Grób profesora Jerzego Wisłockiego na cmentarzu Miłostowo w Poznaniu

Jerzy Wisłocki (ur. 6 października 1928 w Rzeszowie, zm. 28 kwietnia 2008) – polski prawnik i historyk, profesor nauk humanistycznych, specjalista historii państwa i prawa oraz prawa wyznaniowego. 

## Życiorys
Był żołnierzem Armii Krajowej, więziony przez Urząd Bezpieczeństwa w 1956. Ukończył studia na Wydziale Prawa Uniwersytetu im. Adama Mickiewicza w Poznaniu, gdzie uzyskał stopień naukowy doktora nauk prawnych (1963) oraz doktora habilitowanego (1978). Przez wiele lat wykładowca i profesor na Wydziale Prawa i Administracji UAM. Wypromował 12 doktorów. Po 1982 był dyrektorem Biblioteki Kórnickiej. Przewodniczący Rady Naukowej Biblioteki Kórnickiej PAN. W 1983 uzyskał tytuł naukowy profesora nauk humanistycznych. Przewodniczący Rady Naukowej Biblioteki Kórnickiej PAN. Był pracownikiem Wyższej Szkoły Zarządzania i Bankowości w Poznaniu, Bałtyckiej Wyższej Szkoły Humanistycznej w Koszalinie, Zakładu Badań Narodowościowych PAN, Wyższej Szkoły Zarządzania i Prawa im. Heleny Chodkowskiej, w której był prorektorem.
Był inicjatorem, współzałożycielem i współredaktorem naukowym półrocznika „Sprawy Narodowościowe – seria nowa” w latach 1992–1998.
Był działaczem Polskiej Zjednoczonej Partii Robotniczej. Z ramienia tej partii w 1989 roku bezskutecznie kandydował do Sejm Polskiej Rzeczypospolitej Ludowej X kadencji. Był przewodniczącym Miejsko-Gminnej Rady Patriotycznego Ruchu Odrodzenia Narodowego w Kórniku.
W wyborach parlamentarnych w 2001 bez powodzenia kandydował do Senatu z ramienia SLD-UP.
Został pochowany na cmentarzu Miłostowo w Poznaniu (pole 49, kwatera 1, rząd 1, grób 23).

## Ważniejsze publikacje
- Konkordat polski z 1925 roku: zagadnienia prawno-polityczne, Poznań 1977
- Uposażenie Kościoła i duchowieństwa katolickiego w Polsce 1918–1939, Poznań 1981
- Konkordat Polski 1993 – tak czy nie?, Poznań 1993